# Tippeligaen de 2001
A edição de 2001 da Tippeligaen iniciou-se em 16 de Abril e encerrou-se em 28 de Outubro. 14 equipes disputaram o torneio, jogando todas contra todas em formato de pontos corridos. Cada vitória valia três pontos, e cada empate, um ponto. Os dois últimos colocados foram automaticamente despromovidos para a segunda divisão do ano seguinte, e o décimo segundo colocado disputou uma série de ida e volta contra o terceiro colocado da segunda deste mesmo ano para decidir-se, se existe mais uma promoção e despromoção.
O campeão foi o Rosenborg. Tromsø e Strømsgodset Idrettsforening foram automaticamente despromovidos. Bryne venceu o Hamarkameratene e manteve-se na elite.
O artilheiro da competição foi Thorstein Helstad, ao lado de Frode Johnsen e Clayton Zane, todos com 17 gols.

## Classificação final
| Pos. | Equipe       | J  | V  | E  | D  | GM | GS   | Pts. |
| ---- | ------------ | -- | -- | -- | -- | -- | ---- | ---- |
| 1    | Rosenborg    | 26 | 17 | 6  | 3  | 71 | - 30 | 57   |
| 2    | Lillestrøm   | 26 | 17 | 5  | 4  | 64 | - 33 | 56   |
| 3    | Viking       | 26 | 14 | 7  | 5  | 43 | - 29 | 49   |
| 4    | Stabæk       | 26 | 14 | 3  | 9  | 45 | - 39 | 45   |
| 5    | Molde        | 26 | 13 | 5  | 8  | 54 | - 41 | 44   |
| 6    | Odd Grenland | 26 | 12 | 6  | 8  | 50 | - 40 | 42   |
| 7    | Brann        | 26 | 12 | 5  | 9  | 63 | - 48 | 41   |
| 8    | Sogndal      | 26 | 9  | 5  | 12 | 45 | - 61 | 32   |
| 9    | Bodø/Glimt   | 26 | 7  | 8  | 11 | 45 | - 47 | 29   |
| 10   | Moss         | 26 | 9  | 2  | 15 | 35 | - 48 | 29   |
| 11   | Lyn          | 26 | 6  | 8  | 12 | 40 | - 49 | 26   |
| 12   | Bryne        | 26 | 6  | 4  | 16 | 33 | - 61 | 22   |
| 13   | Strømsgodset | 26 | 3  | 10 | 13 | 40 | - 73 | 19   |
| 14   | Tromsø       | 26 | 4  | 4  | 18 | 23 | - 52 | 16   |

## Repescagem
- 7 de Novembro - Bryne 3-0 Hamarkameratene
- 10 de Novembro - Hamarkameratene 0-0 Bryne

## Premiação
| Tippeligaen 2001               |
| Noruega                        |
| ------------------------------ |
| ROSENBORG Campeão (16º título) |